# 欧南社区医院
欧南社区医院（英語：Outram Community Hospital，简称“OCH”）是位于新加坡红山新加坡中央医院园区内的一家拥有545张病床的社区医院，是新加坡南部的首家社区医院，隶属新加坡保健服务集团。它毗邻新加坡中央医院，并与之相辅相成。医院提供的服务包括复建治疗、次急症治疗以及临终护理。

## 历史
欧南社区医院是时任卫生部长颜金勇在2012年3月6日的供应委员会（COS）演讲中首次宣布的《医疗保健2020计划》的一部分，该计划旨在2020年将新加坡的病床数量增加多3700张，其中1800张将是社区医院的床位。该医院位于新加坡中央医院园区内。
2015年5月21日，医院举行奠基仪式并公布其具体细节。医院将设床位550张，其中亚急性病床500张，姑息治疗床位50张。
2019年12月7日，欧南社区医院正式启用并宣布其所有设施将在未来三年内分阶段投入使用。
2020年1月2日，院内的托儿所正式启用。

## 重要里程碑
- 2012年3月6日：宣布建设欧南社区医院
- 2015年5月21日：举行欧南社区医院的奠基仪式
- 2019年12月7日：欧南社区医院开业[1]

## 设施
医院大楼高12层，院内设有模拟地铁车厢和用以模拟新加坡政府组屋的“组屋单位”，单位内设有客厅、厨房及晾衣间，以帮助病患重新适应出院后的居家生活。医院内还设有可用于训练病患使用轮椅的空中花园。院内还设有一间职总“小小学庭”托儿所，为新加坡保健服务集团旗下员工子女提供学前教育。